# Блідман Абрам Федорович
Абрам (Авраам) Федорович Блідман (1912, колонія Писарівка, тепер Житомирської області — 1992, місто Москва, Російська Федерація) — радянський діяч водного транспорту, стахановець-новатор.

## Біографія
З 1919 до 1929 року працював наймитом у єврейській землеробській колонії Писарівці. З 1929 до 1930 року — уповноважений із наймитства Спілки робітників землі та лісу.
У 1930 році після смерті батьків переїхав до міста Коростеня, звідки по оргнабору поїхав до м. Кронштадта на будівництво військового порту, де пропрацював до 1932 року пильщиком та мотористом.
З 1932 до 1935 року служив у Військово-повітряних силах РСЧА Ленінградського військового округу, закінчив школу молодших авіаційних техніків.
Після демобілізації у 1935 році переїхав до Києва, де почав працювати в Київському річковому порту. У 1935—1937 роках — механізатор, помічник механіка на транспортері «Штер», механік Київського річкового порту, інструктор із впровадження стахановських методів праці Дніпровського пароплавства.
Був ініціатором стахановського руху на вантажно-розвантажувальних роботах у річкових портах. Його метод, заснований на комплексній механізації праці, набув широкого поширення як на річковому транспорті, так і в інших галузях народного господарства.
З вересня 1937 року навчався в Ленінградській академії водного транспорту.
20 травня 1938 року в газеті «Водний транспорт» був опублікований відкритий лист народному комісару водного транспорту Миколі Єжову від слухача Академії водного транспорту Блідмана, який уже довгий час займався вдосконаленням роботи вантажних транспортерів і зараз перевіряв у Дніпропетровському порту одну зі своїх ідей. У листі писалося: «У ніч із 16 на 17 травня при завантаженні вугілля на баржу № 86 мною з бригадою стаханівців Дніпропетровського порту досягнуто продуктивності транспортера «Макензен» у 504 т., що становить проти існуючої норми (32 т.) 1575 відсотків».
Суть методу була в тому, що відповідно до практики вантаж на транспортери доставлявся вантажниками вручну, і від того, як швидко вони це робили, залежала швидкість навантаження. Блідман замінив вантажників трьома додатковими транспортерами, розташованими так, що в процесі роботи вугілля з викладених на березі високих конусоподібних куп зсипалося на них самопливом за рахунок кута природного нахилу. Оскільки на основний транспортер надходило тепер набагато більше вугілля, Блідман збільшив потужність його двигуна, внаслідок чого швидкість руху стрічки зросла вчетверо. Були внесені й інші зміни в організацію праці, заздалегідь створені всі умови, необхідні для ударної роботи, що дозволило досягти такого високого результату.
20 травня 1938 року заступник Єжова Зосима Шашков у телеграмі у відповідь привітав Блідмана з рекордом та висловив сподівання, що його стахановська робота послужить прикладом для всіх водників. Блідман був викликаний до Москви, і 2 червня 1938 року з ним зустрівся Єжов та інші керівники Народного комісаріату водного транспорту СРСР. Народний комісар водного транспорту СРСР Єжов запропонував «організувати у Народному комісаріаті спеціальну оперативну групу щодо впровадження методу Блідмана на всьому водному транспорті».
15 червня 1938 року Микола Єжов видав наказ по Народному комісаріату водного транспорту СРСР «Про організацію оперативної групи з впровадження стахановських методів на перевантажувальних роботах». Відповідно до наказу, створювалася оперативна група при народному комісарі в кількості 17 чоловік (одним з яких був сам Блідман), організовувалися шестиденні курси з вивчення даного методу, на які слід було відправти найкращих вантажників та механізаторів. Політичне управління Народного комісаріату водного транспорту СРСР отримало доручення широко розгорнути роз'яснювальну та пропагандистську роботу.
Зародився робітничий рух на водному транспорті, що отримав назву «блідманівський». Радянські газети 1938 року розповідали про успіхи «блідманівців», ім'ям Блідмана були названі судна у Волзькому та Дніпровському басейнах. Однак, вже у 1939 році ім'я Абрама Блідмана зникло зі шпальт радянських газет.
У 1940—1942 роках Блідман працював консультантом оперативної групи з впровадження стахановських методів праці на вантажно-розвантажувальних роботах на водному транспорті.
З 1942 до 1943 року працював начальником новозбудованого порту Камбарка Удмуртської АРСР.
У 1943—1945 роках — начальник відділу відновлення механізації та енергогосподарства Дніпровського військово-відновлювального управління в Києві.
З липня 1945 до 1948 року працював начальником відділу портів Південного центрального управління Народного комісаріату (з 1946 року — Міністерства) річкового флоту СРСР у Москві.
У 1948—1952 роках — старший інженер-інструктор із швидкісних методів обробки флоту Міністерства річкового флоту СРСР. У 1952—1953 роках — старший інженер із механізації портового господарства Центрального відділу портів Міністерства річкового флоту СРСР.
У 1953—1955 роках навчався в Ленінградському інституті інженерів водного транспорту.
З 1956 року працював в апараті Міністерства річкового флоту СРСР. У 1956—1961 роках — головний технолог відділу комплексної механізації Управління портового господарства та механізації. У 1961—1971 роках — головний технолог Головного управління перевезень та експлуатації флоту. У 1971—1973 роках — головний технолог відділу технології вантажно-розвантажувальних робіт Головного управління портів.
У 1973—1987 роках — старший інженер відділу портів Центрального науково-дослідного інституту економіки та експлуатації водного транспорту (ЦНДІЕВТ).
З 1987 року — на пенсії. Помер у 1992 році.
Блідман та «блідманівський метод» згадані в романі російського письменника Аркадія Савелічева «Потоп».

## Нагороди
- орден Трудового Червоного Прапора (29.08.1938)